# Mount Wild (Grahamland)
Mount Wild ist ein bis zu 945 m (nach britischen Angaben 925 m) hoher und scharf definierter Bergkamm mit mehreren Gipfeln im Grahamland auf der Antarktischen Halbinsel. Er ragt an der Nordseite der Mündung des Sjögren-Gletschers in den Prinz-Gustav-Kanal an der Ostküste der Trinity-Halbinsel auf.
Der Falkland Islands Dependencies Survey kartierte ihn 1945 und benannte ihn nach dem britischen Polarforscher Frank Wild (1873–1939).